# Verdrag van Rio de Janeiro
Het Verdrag van Rio de Janeiro is een verdrag tussen het keizerrijk Brazilië en het koninkrijk Portugal dat werd ondertekend op 29 augustus 1825. Met het verdrag werd de Braziliaanse Onafhankelijkheidsoorlog formeel beëindigd. Vanaf 15 november van dat jaar werd het van kracht nadat het door de vorsten Peter I van Brazilië en Johan VI van Portugal met een handtekening was voorzien.
Met het verdrag werd Peter I van Brazilië erkend als keizer van Brazilië. Desondanks mocht de Portugese koning de titel van 'koning van Brazilië' blijven voeren. Ook moest Brazilië een vorm van betalingen verrichten aan Portugal en moesten de oude Portugese bewoners van Brazilië een schadeloosstelling ontvangen.